# Simona Parrini
Simona Parrini (Fiesole, 10 aprile 1988) è un'ex calciatrice italiana, di ruolo difensore.

## Club
Simona Parrini si appassiona al calcio fin da piccola iniziando la sua esperienza nel calcio femminile nel Firenze, vestendo la maglia viola delle sue formazioni giovanili fino ad approdare in prima squadra. Uno dei primi anni a Firenze, nella stagione calcistica 2002-2003, la formazione delle Giovanissime fu definita dai giornali la squadra delle ragazzine "imbattibili", vincendo il campionato regionale di categoria e la Coppa Tricolore di Reggio Emilia, torneo internazionale che vide la partecipazione di 21 società straniere e 27 italiane. 
Nella stagione calcistica 2006-2007 viene inserita nella rosa della prima squadra, pur continuando a disputare il Campionato Primavera che vedrà la formazione viola vincere la finale scudetto allo stadio Gino Colaussi di Gradisca d'Isonzo. 
Nella stagione 2009-2010 partecipa al campionato di Serie A2, l'allora secondo livello del campionato italiano di categoria, condividendo con le compagne la conquista della seconda posizione del girone B e la conseguente promozione in Serie A. 
Nell'estate del 2010, dopo aver conquistato da pochi mesi la promozione in serie A, la società decise di partecipare con una delegazione di ragazze viola al campionato italiano di beach soccer femminile, vincendo il titolo di campionesse d'Italia.
Nell'estate del 2013 viene selezionata insieme ad altre 3 ragazze del Firenze per prendere parte al campionato di calcio femminile americano WPLS (Women's Premier Soccer League) con la squadra rappresentativa italiana AC Seattle, vincendo la Northwest Conference e l'Evergreen Cup e approdando alle finali nazionali in California. 
Simona Parrini veste la maglia del Firenze fino al termine della stagione 2014-2015, totalizzando (dall'estate 2006) 151 presenze e 10 reti in campionato. Al termine della stagione 2014-2015 la formazione viola si posiziona al quarto posto in serie A e nell'estate del 2015 la Fiorentina Women's rileva dal Firenze il diritto di iscriversi alla stagione di Serie A 2015-2016, diventando in Italia la prima realtà di calcio femminile ad essere gestita da un club professionistico.
Nella stagione 2015-2016 Parrini decide di accordarsi con il Castelfranco per affrontare il campionato di Serie B 2015-2016. Condivide con le compagne una stagione giocata sempre ad alto livello e costantemente nelle prime posizioni, dovendo cedere al suo termine solo al Cuneo, unica squadra a battere le toscane, il primo posto nel girone C e la conseguente promozione in Serie A. Lo stesso anno, la formazione raggiunge le semifinali di Coppa Italia contro l'AGSM Verona.
Durante l'estate 2016 l'Empoli decide di istituire una sua sezione femminile rilevando la quota maggioritaria del Castelfranco e iscrivendo alla stagione di Serie B 2016-2017 la squadra dell'Empoli Ladies che giocherà con simboli, maglie e colori sociali della squadra maschile. Il campionato si rivela una continua sfida al vertice con la Novese, ma alla fine saranno le toscane a conquistare la prima posizione e la promozione in Serie A.
Dopo tre anni e mezzo in azzurro, conclude la stagione 2019-2020 in prestito al Pontedera e rientra a Empoli nella stagione successiva per ricoprire un nuovo ruolo nel club, entrando a far parte dello staff della Primavera.

## Palmarès
- Campionato italiano di Serie A2: 1

Firenze: 2009-2010
- Campionato italiano di Serie B: 1

Empoli: 2016-2017